# Leonard Hayflick
Leonard Hayflick, född  20 maj 1928 i Philadelphia i Pennsylvania, död 1 augusti 2024 i Sea Ranch i Sonoma County i Kalifornien, var en amerikansk anatom och medicinsk forskare, bland annat känd för upptäckten att cellers delning har en gräns, Hayflickgränsen, som för normala fosterceller är omkring 50 delningar. Upptäckten publicerades 1961 och gav upphov till ett nytt forskningsfält: studiet av cellers åldrande.